# Brylanty dla dyktatury proletariatu
Brylanty dla dyktatury proletariatu (ros. Бриллианты для диктатуры пролетариата) – pierwsza pod względem chronologicznym (pod względem publikacji piąta) część stworzonego przez Juliana Siemionowa cyklu powieści poświęconych radzieckiemu agentowi Stirlitzowi.

## Fabuła
Pierwsza połowa 1921 r. Młody funkcjonariusz WCzK Wsiewołod Władimirow, który w ostatnich latach, jako rotmistrz Maksym Isajew, rozpracowywał białe armie gen. Antona Denikina i adm. Aleksandra Kołczaka, zostaje wysłany do Estonii. Jego zadaniem jest zlikwidowanie trasy przemytu brylantów do Paryża i Londynu...

## Nawiązania historyczne
Powieść oparto na prowadzonych w Tallinnie działaniach radzieckiego agenta Jakowa Blumkina ps. „Isajew”.

## Ekranizacja
Powieść zekranizowana została pod tym samym tytułem w 1975 r., przez Grigori Kromanova, Estończyka i radzieckiego reżysera. W roli późniejszego Stirlitza wystąpił Władimir Iwaszow.
W 2009 r. wyprodukowany został serial „Isajew” oparty na trzech powieściach Juliana Siemionowa o Stirlitzu: „Brylanty dla dyktatury proletariatu”, „Hasło nie jest potrzebne” oraz „Czułość”. Tytułową postać zagrał Daniił Strachow.